# Flughafen Gorna Orjachowiza

i8
i11
i13
Der Flughafen Gorna Orjachowiza (IATA-Code: GOZ, ICAO-Code: LBGO) ist ein bulgarischer Flughafen im Norden des Landes. Er liegt 1 Kilometer nördlich von Gorna Orjachowiza und 12 Kilometer nordöstlich von Weliko Tarnowo, ungefähr auf halber Wegstrecke zwischen der Hauptstadt Sofia und Warna.
Der Flughafen verfügt über ein ILS sowie VOR-DME und NDB. Es gibt nur einen Rollweg.
Es gibt keine regelmäßigen Flugverbindungen (Stand: 2025). Es finden gelegentlich Fracht- und Charterflüge statt sowie Flüge der allgemeinen Luftfahrt.

## Geschichte
Der Flugplatz wurde 1925 eingerichtet und bis 1948 vorwiegend militärisch genutzt, aber auch als Ausweichflugplatz bei Flügen zwischen den beiden größten bulgarischen Städten Sofia und Warna.
1948 wurde auf der Strecke Sofia – Gorna Orjachowiza – Sofia die dritte reguläre Flugstrecke Bulgariens eingerichtet.
1969–1973 wurde ein neues Abfertigungsgebäude gebaut sowie eine neue Start- und Landebahn von 2450 m Länge und eine Rollbahn. Auf der Landebahn können Flugzeuge bis zu einem Landegewicht von 200 t landen.
1975–1978 wurde ein neues Abfertigungs- und Verwaltungsgebäude und ein neuer Flugsteig gebaut. Die Abstellfläche auf dem Vorfeld wurde vergrößert, so dass zwei große Flugzeuge, zwei mittlere und ein Kleinflugzeug darauf Platz finden.
1992 wurde ein neues Gebäude für die Flugsicherung gebaut. 1995 wurde der Flugplatz zu einem internationalen Flugplatz erklärt und eine Grenzabfertigungs- und Zollstation eingerichtet.
Im Jahr 2016 wurde eine 35-jährige Konzession für den Flughafen vereinbart; 95 % der Anteile werden von einer Rumen Gajtanski nahestehenden Gesellschaft gehalten, der verbliebene Anteil gehört dem bulgarischen Staat.